# Tutu

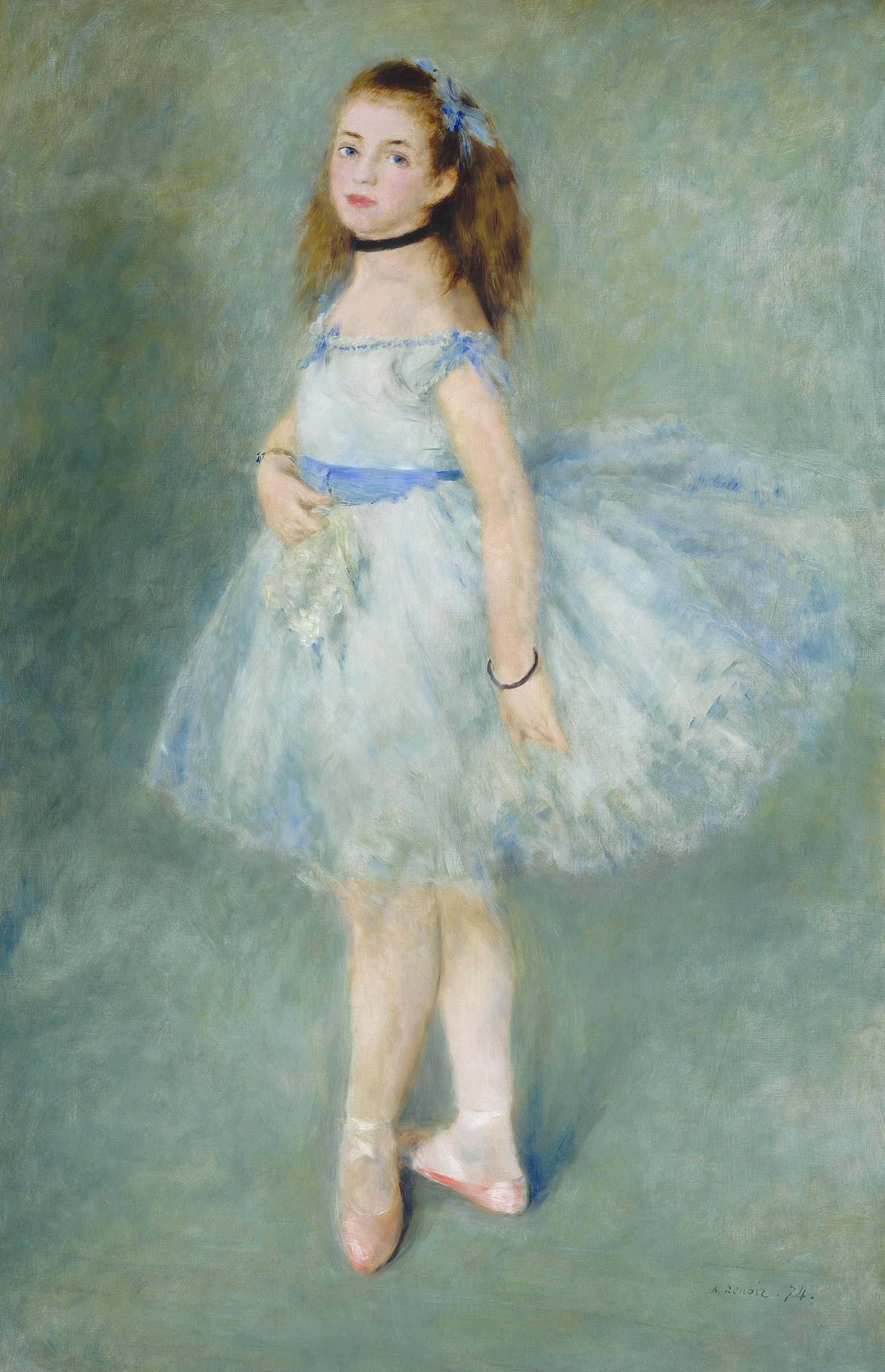
Tutu – ballerinakjol (målning av Pierre Auguste Renoir)

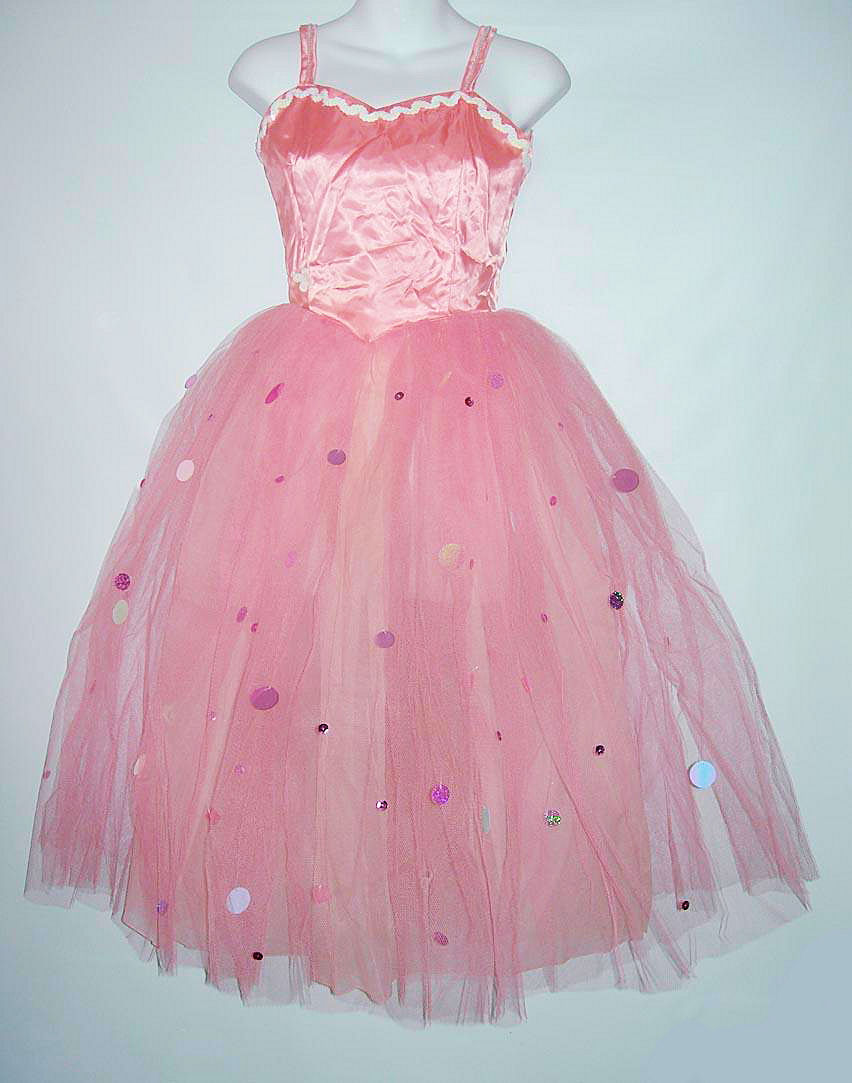
Rosa tutu

En tutu, även kallad nästning, är en ballerinas lårkorta eller vadlånga kjol av stärkt tyll, formad som en lampskärm. Den bärs företrädesvis vid balettföreställningar.
Ordet ”tutu” är en förvrängning av "tulle", det franska ordet för tyll, och/eller det franska ordet "cucu" som betyder liten bak. Källorna är oense.
Kjolen består av tre–fyra lager hårdstärkt tyll eller bobinett, den understa med en tunn ståltråd för att vippa ut kjolen. Den första tutun kom på 1830-talet och blev mode för vanliga damer på 1950-talet, för att sedan återkomma under 1980- och 1990-talen.
Benämningen balettlängd indikerar att kjolen eller till exempel brudklänningen slutar vid ankeln.